# Eupelmus seculatus
Eupelmus seculatus is een vliesvleugelig insect uit de familie Eupelmidae. De wetenschappelijke naam is voor het eerst geldig gepubliceerd in 1954 door Ferrière.